# Scolecocampa porrecta
Scolecocampa porrecta là một loài bướm đêm trong họ Erebidae.